# Christophe Laporte
Christophe Laporte (La Seyne-sur-Mer, 11 de diciembre de 1992) es un ciclista francés. Profesional desde 2014, es miembro del equipo Team Visma | Lease a Bike.

## Trayectoria

### 2022
En marzo de 2022 consiguió su primera victoria del año al vencer en la primera etapa de la París-Niza, que le valdría también para vestir el maillot amarillo de líder. A falta de 6 kilómetros, atacó con sus compañeros de equipo Primož Roglič y Wout van Aert, llegando a meta los tres compañeros de equipos en solitario aventajando en 19 segundos al resto del pelotón. Mantuvo el maillot de líder durante las dos siguientes etapas, pero cedió el liderato en la 4ª. etapa de contrarreloj, que fue a parar a su compañero Van Aert.
En el Mundial celebrado en Wollongong, consiguió la medalla de plata al finalizar segundo por detrás de Remco Evenepoel. Laporte consiguió vencer en el sprint al resto del pelotón, ya que el ciclista belga. y posterior vencedor, llegó con más de 2 minutos de diferencia sobre el resto.

### 2023
Comenzó la temporada de las clásicas disputando la Omloop Het Nieuwsblad, prueba en la que finalizó 3.º. La prueba la ganó su compañero de equipo Dylan van Baarle, que llegó con 20 segundos de diferencia sobre el resto del pelotón, finalizando Laporte segundo en el sprint del grupo de perseguidores por detrás de Arnaud De Lie. Un día después, disputó la Kuurne-Bruselas-Kuurne, finalizando en la 6.ª posición.
En la Gante-Wevelgem, su compañero de equipo Van Aert atacó a falta de 32 kilómetros a meta, siendo Laporte el único que le pudo seguir el ritmo. Ambos ciclistas llegaron juntos a meta, dejando Van Aert que pasara primero Christophe, consiguiendo el triunfo en la clásica y convirtiéndose así en el cuarto francés que consigue vencer. Tres días después, consiguió obtener el triunfo en la clásica A través de Flandes, tras llegar en solitario con 15 segundos de diferencia sobre el resto del pelotón. En la París-Roubaix, sufrió un pinchazo que le impidió seguir en el grupo de favoritos. Finalmente, acabó en la 10.ª posición.

## Palmarés
| 2015 - Tour de Vendée 2017 - Tour de Vendée 2018 - 1 etapa de la Estrella de Bessèges - 2 etapas del Tour La Provence - Tro Bro Leon - 1 etapa de la Vuelta a Bélgica - 1 etapa del Tour de Luxemburgo 2019 - Estrella de Bessèges, más 2 etapas - 2 etapas del Tour de Luxemburgo - Tour Poitou-Charentes en Nueva Aquitania, más 3 etapas 2021 - 1 etapa de la Estrella de Bessèges - Circuito de Valonia - 1 etapa del Tour de Limousin - Gran Premio de Valonia | 2022 - 1 etapa de la París-Niza - 1 etapa del Tour de Francia - Vuelta a Dinamarca, más 1 etapa - 2.º en el Campeonato Mundial en Ruta - Binche-Chimay-Binche 2023 - Gante-Wevelgem - A Través de Flandes - 2 etapas del Critérium del Dauphiné - Campeonato Europeo en Ruta 2024 - 3.º en los Juegos Olímpicos en Ruta - París-Tours |

## Resultados

### Grandes Vueltas
| Carrera | Carrera         | 2014 | 2015  | 2016  | 2017  | 2018  | 2019 | 2020  | 2021 | 2022 | 2023 | 2024 |
| ------- | --------------- | ---- | ----- | ----- | ----- | ----- | ---- | ----- | ---- | ---- | ---- | ---- |
|         | Giro de Italia  | —    | —     | —     | —     | —     | —    | —     | —    | —    | —    | Ab.  |
|         | Tour de Francia | —    | 127.º | 157.º | 133.º | 124.º | Ab.  | 107.º | 91.º | 74.º | 80.º | 84.º |
|         | Vuelta a España | —    | —     | —     | —     | —     | —    | —     | —    | —    | —    | —    |

### Clásicas y Campeonatos
| Carrera Carrera         | Carrera Carrera         | 2014  | 2015  | 2016  | 2017 | 2018 | 2019 | 2020  | 2021 | 2022  | 2023 | 2024 |
| ----------------------- | ----------------------- | ----- | ----- | ----- | ---- | ---- | ---- | ----- | ---- | ----- | ---- | ---- |
| Omloop Het Nieuwsblad   | Omloop Het Nieuwsblad   | —     | Ab.   | 91.º  | Ab.  | —    | 31.º | —     | 13.º | —     | 3.º  | 5.º  |
| Kuurne-Bruselas-Kuurne  | Kuurne-Bruselas-Kuurne  | —     | Ab.   | —     | 85.º | —    | —    | —     | 76.º | 8.º   | 6.º  | 4.º  |
| Strade Bianche          | Strade Bianche          | —     | —     | —     | —    | —    | —    | —     | —    | —     | —    | 10.º |
|                         | Milán-San Remo          | —     | 129.º | 85.º  | 30.º | 13.º | 61.º | 102.º | 22.º | 22.º  | 13.º | Ab.  |
| E3 Saxo Classic         | E3 Saxo Classic         | —     | —     | —     | —    | —    | Ab.  | X     | —    | 2.º   | 23.º | —    |
| Gante-Wevelgem          | Gante-Wevelgem          | —     | Ab.   | Ab.   | 15.º | 4.º  | 39.º | Ab.   | 78.º | 2.º   | 1.º  | —    |
| A Través de Flandes     | A Través de Flandes     | —     | Ab.   | 16.º  | —    | 16.º | 9.º  | X     | 2.º  | —     | 1.º  | —    |
|                         | Tour de Flandes         | —     | —     | —     | Ab.  | Ab.  | Ab.  | 82.º  | 11.º | 9.º   | 14.º | —    |
| Scheldeprijs            | Scheldeprijs            | —     | —     | —     | —    | —    | —    | 29.º  | —    | —     | —    | —    |
|                         | París-Roubaix           | 103.º | —     | 20.º  | 39.º | 68.º | 33.º | —     | 6.º  | Ab.   | 10.º | 25.º |
| Flecha Brabanzona       | Flecha Brabanzona       | —     | —     | —     | —    | —    | —    | —     | 18.º | —     | —    | —    |
| Amstel Gold Race        | Amstel Gold Race        | —     | —     | —     | —    | —    | —    | X     | —    | 109.º | —    | —    |
| Cyclassics Hamburg      | Cyclassics Hamburg      | —     | —     | Ab.   | 25.º | —    | —    | X     | X    | Ab.   | —    | 48.º |
| Bretagne Classic        | Bretagne Classic        | —     | 37.º  | Ab.   | Ab.  | 17.º | Ab.  | —     | —    | —     | 75.º | Ab.  |
| Gran Premio de Quebec   | Gran Premio de Quebec   | —     | —     | —     | —    | —    | —    | X     | X    | 39.º  | 6.º  | —    |
| Gran Premio de Montreal | Gran Premio de Montreal | —     | —     | —     | —    | —    | —    | X     | X    | 75.º  | 28.º | —    |
| París-Tours             | París-Tours             | Ab.   | 44.º  | 112.º | Ab.  | 72.º | —    | —     | 54.º | 39.º  | 6.º  | 1.º  |
| JJ. OO. (Ruta)          | JJ. OO. (Ruta)          | ND    | ND    | —     | ND   | ND   | ND   | ND    | —    | ND    | ND   | 3.º  |
| Mundial en Ruta         | Mundial en Ruta         | —     | —     | Ab.   | —    | —    | Ab.  | —     | Ab.  | 2.º   | Ab.  | —    |
| Europeo en Ruta         | Europeo en Ruta         | X     | X     | —     | —    | Ab.  | —    | —     | —    | —     | 1.º  | 9.º  |
| Francia en Ruta         | Francia en Ruta         | 88.º  | Ab.   | Ab.   | 48.º | 17.º | 30.º | 7.º   | Ab.  | —     | —    | 18.º |
| Francia Contrarreloj    | Francia Contrarreloj    | —     | —     | —     | —    | —    | —    | —     | 5.º  | —     | —    | —    |

—: no participa

Ab.: abandono

X: no se disputó

## Equipos
- La Pomme Marseille (stagiaire) (08.2012-12.2012)
- Cofidis (2014-2021)
  - Cofidis, Solutions Crédits (2014-2019)
  - Cofidis (2020-2021)
- Visma (2022-)
  - Team Jumbo-Visma (2022-2023)
  - Team Visma | Lease a Bike (2024-)